# André-Henri Torcheux
André-Henri Torcheux, né le 9 janvier 1912 à Paris et mort le 20 novembre 1998 à Massy, est un sculpteur et médailleur français.

## Biographie
André-Henri Torcheux est élève de Paul Niclausse (1879-1958) à l'École nationale des arts décoratifs de Paris, puis de Jean Boucher (1870-1939) à l'École nationale supérieure des beaux-arts de Paris. Il est médaille d’argent au Salon des Artistes français. Il soutient sa thèse de doctorat à l’Institut d’urbanisme de Paris en 1941 avec le thème « Une page de sculpture dans la cité, les monuments commémoratifs de la Grande Guerre, Seine ».
Il enseigne comme professeur de dessin de la ville de Paris depuis 1946.

## Œuvres
La Monnaie de Paris frappe,  en 1967, deux médailles de bronze et d'argent, représentant André Breton sur l'une et Francis Picabia sur l'autre, toutes deux sculptées par Torcheux. Deux ans plus tard, en 1969, une médaille de Tristan Tzara est émise, sculptée par le même artiste.
- Honoré de Balzac, buste en bronze, Vendôme, parc Ronsard[5] ;
- Hector Berlioz, 1969, médaille du centenaire de la disparition du compositeur, commande de l'Association nationale Hector Berlioz ;
- Buste de Charles d'Orléans, château de Blois[6] ;
- Monument à Tronchet, buste en bronze, Palaiseau.